# パイプドHD
※2023年6月、パイプドＨＤ株式会社を含む7社を合併する組織再編を行い、社名を「スパイラル株式会社」に変更
スパイラル株式会社（スパイラル、英文社名：SPIRAL Inc.）は、東京都港区赤坂に本社を置く日本の情報サービス企業。

## 概要
自社開発のローコード開発プラットフォーム「SPIRAL」を提供するローコード開発プラットフォーム事業、クラウドSI事業を中心に、Enabler事業、SaaS事業、ECソリューション事業、コールセンター支援事業、美容業界向けDX事業、行政・自治体向けDX事業、メディア事業、タウンマネジメントのDX推進事業を展開する。

## 沿革
- 2000年 株式会社カレンから出資を受け株式会社サハラを設立[2]
- 2001年 株式会社パイプドビッツに商号を変更[2]
- 2006年 東京証券取引所マザーズに上場[2]
- 2014年 東京証券取引所市場第一部へ市場変更[2]
- 2015年 株式会社パイプドビッツが株式移転によりパイプドＨＤ株式会社を設立[2]
- 2021年8月 スパイラル株式会社を設立
- 2022年4月 東京証券取引所スタンダード市場へ上場市場を変更
- 2022年10月 MBOにより株式を非公開化
- 2023年6月 パイプドＨＤ株式会社、株式会社パイプドビッツ、株式会社フレンディット、株式会社美歴、株式会社VOTE FOR、株式会社アイラブ、スパイラル株式会社の7社を合併する組織再編を行い、社名を「スパイラル株式会社」に変更